# 黄中 (宋朝)
黄中（1096年—1180年），字通老，邵武（今福建邵武）人，南宋政治人物。

## 生平
绍兴五年榜眼，授何宁军节度推官，官起居郎。後官国子司业。绍兴二十九年四月，黄中庆贺金主完颜亮生辰归国，称金国重修汴梁，是为了迁都以便军事威胁南宋，南宋应加强战备。宰相沈该和汤思退认为形势并非如此，汤思退更与黄中发生言语冲突。累官兵部尚书，端明殿大学士。岳飞遇害，黃中问秦桧：“岳飞何罪？”流落在外二十余年。绍兴二十五年，秦桧死，召回，任秘书省校书郎兼实录院检讨官。封江夏郡开国公。卒赠太师，谥简肃，朱熹为之作墓志铭。